# Pop delavnica 1985
Finale III. Pop delavnice je potekal v soboto, 8. junija 1985, v Studiu 1 TV Ljubljana. Prireditev je vodil Slavko Kastelic. Za nagrade se je potegovalo 20 tekmovalnih skladb.  

## Tekmovalne skladbe
| #   | Naslov pesmi                | Izvajalec                        | Avtorji (glasbe/besedila)                  |
| --- | --------------------------- | -------------------------------- | ------------------------------------------ |
| 1.  | Izgubila si v igri na srečo | Reali (Postojna)                 | Zdenko Martulaš                            |
| 2.  | Srečanje                    | Galerija (Nova Gorica)           | V. Komel/L. Šomel                          |
| 3.  | Nekaj v tvojih je očeh      | Pandan (Novo mesto)              | Tomaž Borsan/Pandan                        |
| 4.  | Casanova                    | Casanova (Ljubljana)             | Omer Ferenčak/Sašo Solarovič               |
| 5.  | Ljubezen                    | Igra (Ljubljana)                 | Smole/Križanič                             |
| 6.  | Mi plešemo                  | Moulin Rouge (Ljubljana)         | Matjaž Kosi                                |
| 7.  | Ljubim te, Mateja           | Big Ben (Nova Gorica)            | Janez Rijavec                              |
| 8.  | Lepe noge                   | Črno vino (Črnomelj)             | Alojz Fabjan                               |
| 9.  | Zabava je končana           | Continental (Idrija)             | Renato Čibej/Stanko Kovačič                |
| 10. | Pusti mi breze              | Romana Ogrin (Tržič)             | Vasja Repinc/Duša Repinc                   |
| 11. | Poišči me                   | Bazar (Koper)                    | Danilo Kocjančič/Drago Mislej              |
| 12. | Moja boš nova               | Black & White (Ljubljana)        | Tomaž Kozlevčar/Danijel Levski             |
| 13. | Ti si ob meni               | Druga varianta (Sežana)          | Vinko Vovk                                 |
| 14. | Punce izginjajo v noč       | Avtomobili (Nova Gorica)         | Mirko in Marko Vuksanović                  |
| 15. | Njen trenutek prihaja       | Martin Krpan (Ljubljana)         | Vlado Kreslin-Aleš Klinar/Kreslin          |
| 16. | Modre oči                   | Božidar Wolfand & F+ (Ljubljana) | Tadej Hrušovar/Dušan Velkaverh             |
| 17. | Paradni tango               | Agropop (Ljubljana)              | Polde Poljanšek/Peter Kališnik-Urban Centa |
| 18. | Moški, moški                | Duo Error (Ljubljana)            | Miha Kralj                                 |
| 19. | Ne verjamem                 | Maraton (Koper)                  | Leonard Klemenc                            |
| 20. | Navali narod na gostilne    | Janez Bončina - Benč (Ljubljana) | Janez Bončina/Branko Kastelic              |

## Nagrade
Strokovna žirija Stopa
- Njen trenutek prihaja (Klinar-Kreslin/Kreslin) − Martin Krpan

Žirije poslušalcev slovenskih radijskih postaj
- 1. nagrada: Navali narod na gostilne (Bončina/Kastelic) − Janez Bončina
- 2. nagrada: Paradni tango (Poljanšek/Kališnik-Centa) − Agropop
- 3. nagrada: Poišči me (Kocjančič/Mislej) – Bazar

## Glasovanje občinstva
O nagradah občinstva so odločale žirije poslušalcev 10 slovenskih lokalnih radijskih postaj (Nova Gorica, Murska Sobota, Koper, Brežice, Slovenj Gradec, Glas Ljubljane, Šmarje pri Jelšah, Celje, Tržič in Maribor), sestavljene iz 5 članov v starosti 15–50 let. Žiranti so vsako izmed pesmi ocenil s točkami 1–10. Pet najbolje ocenjenih pesmi vsake žirije je na osnovi tega glasovanja dobilo 1–5 točk.
| Naslov pesmi                | Izvajalec            | Št. točk |
| --------------------------- | -------------------- | -------- |
| Izgubila si v igri na srečo | Reali                | 0        |
| Srečanje                    | Galerija             | 0        |
| Nekaj v tvojih je očeh      | Pandan               | 2        |
| Casanova                    | Casanova             | 0        |
| Ljubezen                    | Igra                 | 10       |
| Mi plešemo                  | Moulin Rouge         | 3        |
| Ljubim te, Mateja           | Big Ben              | 9        |
| Lepe noge                   | Črno vino            | 0        |
| Zabava je končana           | Continental          | 0        |
| Pusti mi breze              | Romana Ogrin         | ?        |
| Poišči me                   | Bazar                | 18       |
| Moja boš nova               | Black & White        | 0        |
| Ti si ob meni               | Druga varianta       | 3        |
| Punce izginjajo v noč       | Avtomobili           | 7        |
| Njen trenutek prihaja       | Martin Krpan         | 6        |
| Modre oči                   | Božidar Wolfand & F+ | 15       |
| Paradni tango               | Agropop              | 21       |
| Moški, moški                | Duo Error            | ?        |
| Ne verjamem                 | Maraton              | 12       |
| Navali narod na gostilne    | Janez Bončina - Benč | 31       |

## Predtekmovalne radijske oddaje
V okviru serije 10 oddaj z naslovom Pop delavnica '85, ki so potekale vsak drugi ponedeljek od 14. januarja do 20. maja na II. programu Radia Ljubljana, povezoval pa jih je Janko Ropret, so poslušalci z glasovanjem z glasovalnimi kuponi revije Stop vsak teden izbrali enega finalista (vsega skupaj 9). V vsaki oddaji se je za mesto v finalu potegovalo 10 pesmi: prvi teden 11 novih, vsak nadaljnji teden pa 5 novih in 5 najboljših (nezmagovalnih) predhodnega tedna. V oddajah se je predstavilo 66 novih skladb.
1. oddaja
| Naslov pesmi           | Izvajalec                    | Št. glasov |
| ---------------------- | ---------------------------- | ---------- |
| Ljubezen               | Igra                         | 63         |
| V dlaneh               | Hari Margot                  | 4          |
| Zadnja pesem           | Heroji tretje svetovne vojne | 60         |
| Prostitutka            | Razbito steklo               | 26         |
| Med in mleko           | Horoskop                     | 20         |
| Srečanje               | Galerija                     | 103        |
| Nekaj v tvojih je očeh | Pandan                       | 382        |
| Odkar vem zate         | Aleš Gnamuš                  | 59         |
| Casanova               | Casanova                     | 44         |
| Vrti se (vrti)         | Flud                         | 33         |
| Dežela spominov        | De Gazelas                   | 14         |

2. oddaja
| Naslov pesmi        | Izvajalec                    | Št. glasov |
| ------------------- | ---------------------------- | ---------- |
| Nina                | Plamen                       | 71         |
| Najzvestejši        | Kočevski medvedi             | 20         |
| Vem, imaš jih 17    | Plagiat                      | 24         |
| Na Jamajko si želim | Gas Max                      | 20         |
| Fužinske gradine    | Herbie                       | 86         |
| Vrti se (vrti)      | Flud                         | 65         |
| Casanova            | Casanova                     | 70         |
| Odkar vem zate      | Aleš Gnamuš                  | 97         |
| Zadnja pesem        | Heroji tretje svetovne vojne | 65         |
| Ljubezen            | Igra                         | 123        |
| Srečanje            | Galerija                     | 174        |

3. oddaja
| Naslov pesmi        | Izvajalec                   | Št. glasov |
| ------------------- | --------------------------- | ---------- |
| Majhen polet        | Mladi upi                   | 84         |
| Ne smeva med ljudi  | Ivek Baranja                | 6          |
| Nikogar ni doma     | Panda                       | 15         |
| Rojstni dan         | Cveto Kobal                 | 9          |
| Delu čast in oblast | Samo Levstik & Vili Samobor | 7          |
| Casanova            | Casanova                    | 71         |
| Nina                | Plamen                      | 123        |
| Fužinske gradine    | Herbie                      | 112        |
| Odkar vem zate      | Aleš Gnamuš                 | 97         |
| Ljubezen            | Igra                        | 291        |
| Srečanje            | Galerija                    | −          |

4. oddaja
| Naslov pesmi             | Izvajalec            | Št. glasov |
| ------------------------ | -------------------- | ---------- |
| Ti si vse, kar si želim  | Helena Blagne        | 628        |
| Ljubim te, Mateja        | Big Ben              | 664        |
| Povej mi brez besed      | Sibila               | 78         |
| Mi plešemo               | Moulin Rouge         | 12         |
| Navali narod na gostilne | Janez Bončina - Benč | 19         |
| Casanova                 | Casanova             | 39         |
| Majhen polet             | Mladi upi            | 47         |
| Odkar vem zate           | Aleš Gnamuš          | 54         |
| Fužinske gradine         | Herbie               | 89         |
| Nina                     | Plamen               | 65         |
| Ljubezen                 | Igra                 | −          |

5. oddaja
| Naslov pesmi            | Izvajalec      | Št. glasov |
| ----------------------- | -------------- | ---------- |
| Zabava je končana       | Continental    | 739        |
| Daj, daj, daj           | Nace Junkar    | 26         |
| Ta najina noč           | Cik-cak        | 97         |
| Šubi-dubi-di            | Bojan & Zdenka | 40         |
| Paradni tango           | Agropop        | 67         |
| Odkar vem zate          | Aleš Gnamuš    | 94         |
| Nina                    | Plamen         | 13         |
| Povej mi brez besed     | Sibila         | 26         |
| Fužinske gradine        | Herbie         | 55         |
| Ti si vse, kar si želim | Helena Blagne  | 137        |
| Ljubim te, Mateja       | Big Ben        | −          |

6. oddaja
| Naslov pesmi                | Izvajalec      | Št. glasov |
| --------------------------- | -------------- | ---------- |
| Izgubila si v igri na srečo | Reali          | 303        |
| Ti si ob meni               | Druga varianta | 313        |
| Ne trkaj mi na vrata        | Prizma         | 35         |
| Punce izginjajo v noč       | Avtomobili     | 39         |
| Svet drugačen je            | Drevored       | 33         |
| Fužinske gradine            | Herbie         | 78         |
| Paradni tango               | Agropop        | 42         |
| Odkar vem zate              | Aleš Gnamuš    | 96         |
| Ta najina noč               | Cik-cak        | 79         |
| Ti si vse, kar si želim     | Helena Blagne  | 125        |
| Zabava je končana           | Continental    | −          |

7. oddaja
| Naslov pesmi                | Izvajalec      | Št. glasov |
| --------------------------- | -------------- | ---------- |
| Ajlavju, dokler si tu       | Čudežna polja  | 80         |
| Ani                         | Ten            | 69         |
| Lepe noge                   | Črno vino      | 650        |
| Ne verjamem                 | Maraton        | 53         |
| Kamion                      | O. K.          | 530        |
| Fužinske gradine            | Herbie         | 46         |
| Ta najina noč               | Cik-cak        | 30         |
| Odkar vem zate              | Aleš Gnamuš    | 98         |
| Ti si vse, kar si želim     | Helena Blagne  | 105        |
| Izgubila si v igri na srečo | Reali          | 83         |
| Ti si ob meni               | Druga varianta | −          |

8. oddaja
| Naslov pesmi                | Izvajalec     | Št. glasov |
| --------------------------- | ------------- | ---------- |
| Poišči me                   | Bazar         | 67         |
| Moj beli medo               | Ultimat       | 17         |
| Moški, moški                | Duo Error     | 710        |
| Moja zvesta punčka          | Rock'n'feler  | 2          |
| Imam občutek moči           | Slepo črevo   | 35         |
| Ajlavju, dokler si tu       | Čudežna polja | 108        |
| Izgubila si v igri na srečo | Reali         | 82         |
| Odkar vem zate              | Aleš Gnamuš   | 100        |
| Ti si vse, kar si želim     | Helena Blagne | 30         |
| Kamion                      | O. K.         | 603        |
| Lepe noge                   | Črno vino     | −          |

9. oddaja
| Naslov pesmi                | Izvajalec      | Št. glasov |
| --------------------------- | -------------- | ---------- |
| Moja boš nova               | Black & White  | 88         |
| Zlobna ženska               | Tomaž Domicelj | 11         |
| Resnica                     | Plaz           | 14         |
| Tvoj rock'n'roll            | 12. nadstropje | 431        |
| Najdražja moja              | Marijan Smode  | 46         |
| Poišči me                   | Bazar          | 31         |
| Izgubila si v igri na srečo | Reali          | 721        |
| Odkar vem zate              | Aleš Gnamuš    | 130        |
| Ajlavju, dokler si tu       | Čudežna polja  | 89         |
| Kamion                      | O. K.          | 498        |
| Moški, moški                | Duo Error      | −          |

10. oddaja

V zadnji predtekmovalni oddaji je bilo predstavljenih zadnjih 15 novih skladb. Glasovanja poslušalstva ni bilo.
Prvih 9 finalistov so tako izbrali poslušalci:
| #  | Naslov pesmi                | Izvajalec      |
| -- | --------------------------- | -------------- |
| 1. | Nekaj v tvojih je očeh      | Pandan         |
| 2. | Srečanje                    | Galerija       |
| 3. | Ljubezen                    | Igra           |
| 4. | Ljubim te, Mateja           | Big Ben        |
| 5. | Zabava je končana           | Continental    |
| 6. | Ti si ob meni               | Druga varianta |
| 7. | Lepe noge                   | Črno vino      |
| 8. | Moški, moški                | Duo Error      |
| 9. | Izgubila si v igri na srečo | Reali          |

Preostalih 11 pa strokovna žirija:
| #   | Naslov pesmi             | Izvajalec            |
| --- | ------------------------ | -------------------- |
| 10. | Casanova                 | Casanova             |
| 11. | Mi plešemo               | Moulin Rouge         |
| 12. | Paradni tango            | Agropop              |
| 13. | Navali narod na gostilne | Janez Bončina - Benč |
| 14. | Punce izginjajo v noč    | Avtomobili           |
| 15. | Ne verjamem              | Maraton              |
| 16. | Poišči me                | Bazar                |
| 17. | Moja boš nova            | Black & White        |
| 18. | Pusti mi breze           | Romana Ogrin         |
| 19. | Modre oči                | F+                   |
| 20. | Njen trenutek prihaja    | Martin Krpan         |